# 시아그리우스

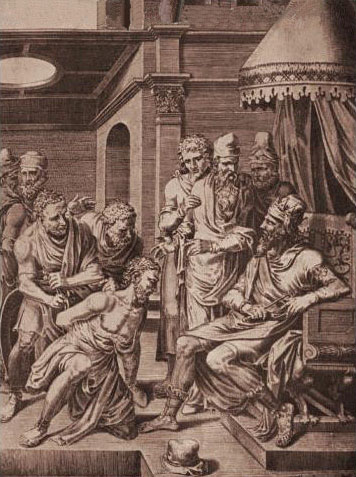
알라리크 2세에게 붙잡힌 시아그리우스.

시아그리우스(라틴어: Syagrius, 430년-487년)는 최후의 서로마인의 통치자이자 최후의 갈리아 주재 로마 제국군 사령관이다. 486년 시아그리우스가 프랑크인의 왕 클로비스 1세에게 패배함으로써 480년 오도아케르에게 멸망당한 서로마 제국은 그 잔당마저 완전히 멸망했다.

## 개요
그의 영지는 옛 서로마 제국의 중부, 북부지역으로 아데카부스(앙주), 아우렐리움(오를레앙), 다로코토눔(렝스), 노비두눔(수아송), 루테티아 마리시오룸(파리기), 아키텐 이북, 론알프 이북 지역이었다.
로마 제국 최후의 갈리아 군무장관 겸 사령관 아에기디우스의 아들이다. 시아그리우스는 464년 아버지가 죽자, 아버지가 관할하던 군사 구역을 그대로 물려받았다. 이후 서로마 제국이 붕괴하는 틈을 타 솜강과 루아르강 사이의 땅을 차지하고 할거했는데, 이를 수아송 왕국이라고 한다. 오도아케르에 의해 레물루스 아우구스툴루스가 폐위되고 네포스가 살해된 뒤에도 그의 영역은 그대로 존속되었다.
프랑크인들과의 전투 중 486년 수아송 전투에서 클로비스가 이끄는 프랑크인들에게 대패하여 나라가 망하고 도망쳤다. 이후 서고트 왕국의 알라리크 2세에게 붙잡혔는데, 서고트는 시아그리우스를 선물로 바치며 프랑크에게 항복했다. 이후 시아그리우스는 비밀리에 칼에 맞아 죽었다고 한다. 그의 사망 시점은 487년 혹은 493년, 494년이라는 설도 있다.
시아그리우스가 비명횡사했음에도 그 가문은 멸문당하지 않고 프랑크인 치하에서도 존속했던 것으로 보인다. 585년 군트람 왕이 동로마 제국에 보낸 외교사절이 시아그리우스 백작이라고 하며, 739년 시아그리우스의 후손인 시아그리아가 노발레사 수도원에 많은 양의 토지를 기부했다. 그 혈통이 알려진 마지막 시아그리우스의 후손은 757년 낭튀아에서 수도원장을 지냈다.

## 같이 보기
- 네포스
- 로물루스 아우구스툴루스
- 서로마 제국
- 갈리아
- 클로비스 1세

| 전임 아이디기우스 | 수아송과 갈리아의 통치자 466년 - 486년 | 후임 클로비스 1세 (프랑크인의 왕) (사실상) |

| 전임 네포스 | 서로마인의 군주 (론알프, 아키텐 이북 지역) 480년 - 486년 | 후임 클로비스 1세 (프랑크인의 왕) (사실상) |